# Пукштас, Рокас
Ро́кас Пу́кштас (англ. Rokas Pukštas; род. 25 августа 2004, Стиллуотер, Оклахома, США) — американский футболист литовского происхождения, полузащитник сплитского «Хайдука».

## Карьера
Играл в академии «Спортинг Канзас-Сити». В 2020 году продолжил играть в американском филиале академии «Барселоны». В сентябре 2020 года перешёл в молодёжку клуба «Хайдук Сплит». В июле 2022 года стал игроком основной команды «Хайдука». Дебютировал в ХНЛ 14 сентября 2022 года в матче с «Риекой».